# بوزرفاك (صربيا)
بوزرفاك ((بالسيريلية الصربية: Пожаревац) ، تلفظ [pǒʒareʋats]) هي مدينة ومركز إداري لمنطقة Braničevo في الجانب الشرقي من صربيا. وهي تقع بين ثلاثة أنهار احدهما رئيسي ومهم وهي: نهر الدانوب، وغريت مورافا، وملافا وتحت تل ساليكا (208 م). واعتبارًا من عام 2011، يبلغ عدد سكان المدينة 44183 نسمة بينما يبلغ عدد سكان المنطقة الإدارية بالمدينة 75334 نسمة.

## الاسم
في الصربية، تُعرف المدينة باسم Požarevac (Пожаревац) وبالعربية تنطق بوزرفاك،وبالرومانية مثل Pojarevăț أو Podu Lung ، وفي التركية مثل Pasarofça ، وبالألمانية باسم Passarowitz ، وفي المجرية باسم Pozsarevác .
اسمها يعني «مدينة النار» باللغة الصربية (ويتم استخدام كلمة «نار» بمعنى كارثة).

## تاريخها

### العصور القديمة
في العصور القديمة كانت المنطقة مستولى عليها من قبل التراقيين والداكيين والكلت.  وكانت هناك مدينة في هذه المنطقة تعرف باللغة اللاتينية باسم مارجوس بعد الفتح الروماني في القرن الأول قبل الميلاد.
واما في عام 435 وتحديدا مدينة مارغوس كانت في ظل الإمبراطورية الرومانية الشرقية موقعًا للمعاهدة التي كانت بين كلا من الإمبراطورية البيزنطية وزعماء الهون أتيلا وبليدا.
إحدى الذرائع لغزو الهون للإمبراطورية الرومانية الشرقية عام 442 كانت ان أسقف مارغوس قد عبر نهر الدانوب بنية نهب وتدنيس مقابر الهون الملكية على الضفة الشمالية لنهر الدانوب وعندما ناقش الرومان تسليم الأسقف تسلل بعيدًا وخان المدينة للهون الذين قاموا بعد ذلك بنهب المدينة واستمروا في الغزو حتى أبواب القسطنطينية نفسها. [بحاجة لمصدر]
بعد سقوط إمبراطورية Hunnic Empire أصبحت المنطقة مرة أخرى تحت سيطرة الامبراطورية الرومانية الشرقية وفي القرن السادس سيطرت عليها مملكة الجبيدات لفترة وجيزة. منذ القرن السادس كانت المنطقة مأهولة من قبل السلاف، لكن الإمبراطورية الرومانية الشرقية احتفظت بسيطرة اسمية على المنطقة حتى القرن الثامن عندما حقق البلقان السلاف استقلالًا فعليًا عن الإمبراطورية الشرقية. كما حكمها Avar Khaganate قبل هدمها من قبل شارلمان. تم ضم المنطقة لاحقًا إلى الإمبراطورية البلغارية وحُكمت بالتناوب من قبل الإمبراطورية البلغارية والإمبراطورية البيزنطية ومملكة المجر حتى القرن الثالث عشر.
في القرن الثالث عشر كان يحكم المنطقة حكام بلغاريون سلافيون محليون مستقلون، درمان وكوديلين. تم ضمها لاحقًا إلى مملكة سيرميا والتي كانت تحت حكم الملك الصربي ستيفان دراغوتين وفي مملكة صربيا والإمبراطورية الصربية التي يحكمها ستيفان دوشان.

### علم الآثار
تم العثور على تمثال يعود إلى العصر البرونزي «معبود Kličevac» في قبر في قرية Kličevac وكان قد تم تدميره خلال الحرب العالمية الأولى.
يحتوي المتحف الوطني في بلغراد وبوزرفاك على حوالي 40.000 قطعة موجودة في Viminacium فيمنيسيوم منها أكثر من 700 قطعة من الذهب والفضة. من بينها العديد من النوادر التي لا تقدر بثمن.
اما في شهر يونيو تحديدا سنة 2008 ميلادي تم العثور على قبر تراقي (تراقي) مع السيراميك (جرار) حيث يعود تاريخها إلى الألفية الأولى قبل الميلاد.

### مدينة حديثة

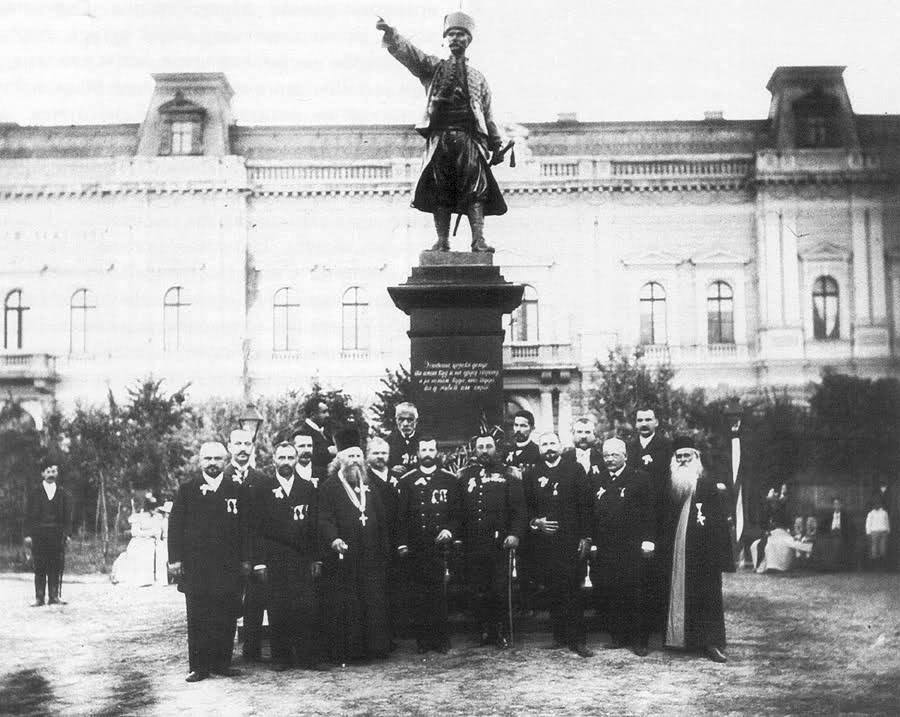
إزاحة الستار عن نصب ميلوش أوبرينوفيتش 1898.

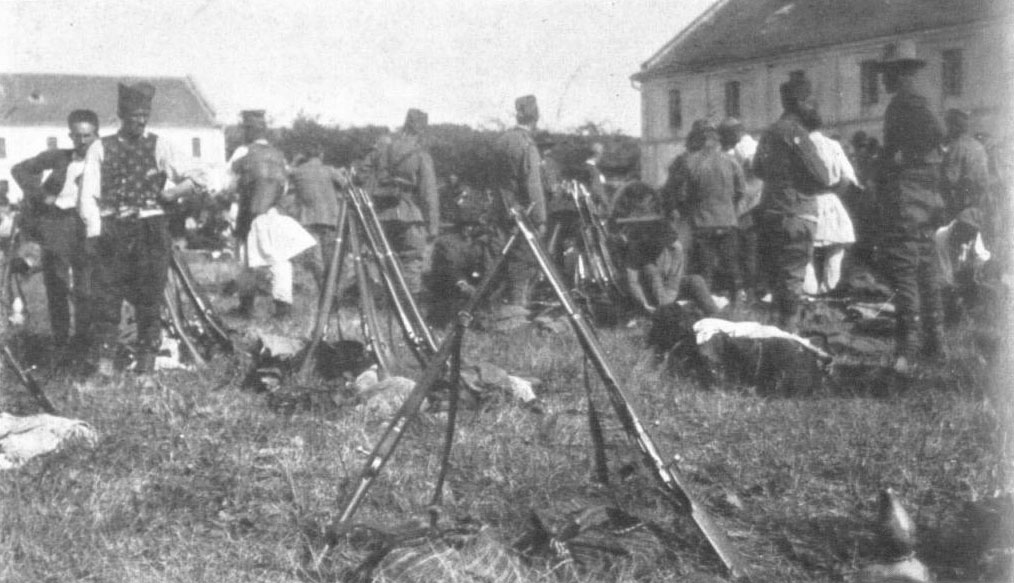
تعبئة جنود الاحتياط في Požarevac ، 1914.

تم ذكر مدينة بوزرفاك الحديثة لأول مرة في القرن الرابع عشر تحت اسم Puporače   تم ذكرها لأول مرة تحت اسمها الحالي عام 1476. أصبحت المدينة جزءًا من مورافيا صربيا والاستبداد الصربي، حتى الفتح العثماني عام 1459. خلال الإدارة العثمانية، كانت جزءًا من سنجق سميديريفو. احتلتها الإمبراطورية النمساوية بين عامي 1688 و 1690.
اما في عام 1718 كانت بوزرفاك موقعًا لتوقيع معاهدة Požarevac ،  مما ادى إلى وقوع المدينة بعد ذلك تحت سيطرة هابسبورغ وأصبحت جزءًا من مملكة هابسبورغ الصربية (من 1718 إلى 1739). بعد عام 1739 عادت المدينة إلى السيطرة العثمانية باستثناء الاحتلال النمساوي الأخير بين 1789 و 1791. خلال الانتفاضة الصربية الأولى (1804-1813)، كانت المدينة جزءًا من صربيا كاراجوري. في نهاية الانتفاضة عام 1813، أصبحت المدينة مرة أخرى لفترة وجيزة تحت السيطرة العثمانية المباشرة. وبالرغم من ذلك بعد الانتفاضة الصربية الثانية من عام 1815 أصبحت المدينة بعد ذلك جزءًا من إمارة صربيا العثمانية المتمتعة بالحكم الذاتي. كانت بوزرفاك هي العاصمة الثانية للأمير الصربي ميلوش أوبرينوفيتش حيث تم إنشاء أول محكمة دولة عادية في صربيا هنا في عام 1821. منذ عام 1878، أصبحت بوزرفاك جزءًا من إمارة صربيا المستقلة ومنذ عام 1882 كجزء من مملكة صربيا.
وبعد نهاية الحرب العالمية الأولى في عام 1918 كانت المدينة جزءًا من مملكة الصرب والكروات والسلوفينيين (أعيدت تسميتها بمملكة يوغوسلافيا في عام 1929) اما في 1929 إلى عام 1941 كانت بوزرفاك جزءًا من الدانوب بانوفيا في مملكة يوغوسلافيا. أثناء احتلال المحور ليوغوسلافيا ومن عام 1941 إلى عام 1944 كانت جزءًا من إقليم القائد العسكري في صربيا. منذ عام 1944، أصبحت بوزرفاك جزءًا من صربيا الاشتراكية الجديدة داخل يوغوسلافيا الاشتراكية. ومنذ عام 1992، أصبحت المدينة جزءًا من جمهورية يوغوسلافيا الاتحادية (أعيدت تسميتها باسم صربيا والجبل الأسود في عام 2003). منذ عام 2006 أصبحت جزءًا من جمهورية صربيا.

## البلديات والمستوطنات
تضم مدينة بوزرفاك بلديتين مدينتين:
- بوزرفاك
- كوستولاك

وتشمل هذه المستوطنات التالية:
| - بير - باتوفاك - بيرانج - براداراك - براتيناك - بريان - بوبوسيناك - برجان - شيريكوفاك - دراغوفاك - درمنو - دوبرافيكا - كاسيدول - كلينوفنيك | - Kličevac - كوستولاك - Lučica - Maljurevac - النبري - أوستروفو - بيتكا - بولجانا - بوزرفاك - بروغوفو - Rečica - سيلو كوستولاك - ترنجان - Živica |

في إصلاحات عام 2008 للحكومة المحلية الصربية، تلقت بوزرفاك وضع مدينة وأصبحت بلدة كوستولاك مقر لبلدية المدينة الثانية. بوزرفاك هي أصغر مدينة صربية تتكون من بلديتين.

## التركيبة السكانية
اما اعتبارًا من عام 2011 ارتفع عدد السكان حيث بلغ عدد سكان مدينة بوزرفاك 75334 نسمة.

### جماعات عرقية
التكوين العرقي للمنطقة البلدية لمدينة بوزرفاك:
| مجموعة عرقية        | سكان  | ٪      |
| ------------------- | ----- | ------ |
| الصرب               | 66801 | 88.67٪ |
| روماني              | 3868  | 5.13٪  |
| الفلاش / الرومانيون | 177   | 0.23٪  |
| المقدونيون          | 168   | 0.22٪  |
| الجبل الأسود        | 160   | 0.21٪  |
| الكروات             | 109   | 0.14٪  |
| الرومانيون          | 91    | 0.12٪  |
| يوغوسلافيا          | 71    | 0.09٪  |
| المجريون            | 56    | 0.07٪  |
| المسلمون            | 42    | 0.06٪  |
| السلوفينيون         | 38    | 0.05٪  |
| البلغار             | 35    | 0.05٪  |
| آحرون               | 3,718 | 4.94٪  |
| المجموع             | 75334 |        |

## اقتصاد
حيث يقدم الجدول التالي معاينة دقيقة لإجمالي عدد الأشخاص المسجلين العاملين في الكيانات القانونية بحسب نشاطهم الأساسي (اعتبارًا من 2018):
| نشاط                                                        | المجموع |
| ----------------------------------------------------------- | ------- |
| الزراعة والغابات وصيد الأسماك                               | 305     |
| التعدين واستغلال المحاجر                                    | 46      |
| تصنيع                                                       | 3,048   |
| توريد الكهرباء والغاز والبخار وتكييف الهواء                 | 3,315   |
| إمدادات المياه؛ الصرف الصحي وإدارة النفايات وأنشطة المعالجة | 340     |
| بناء                                                        | 889     |
| تجارة الجملة والتجزئة وإصلاح السيارات والدراجات النارية     | 3,117   |
| النقل والتخزين                                              | 1,206   |
| خدمات الإقامة والطعام                                       | 628     |
| المعلومات والاتصال                                          | 231     |
| الأنشطة المالية والتأمينية                                  | 318     |
| أنشطة السوق العقاري                                         | 23      |
| الأنشطة المهنية والعلمية والتقنية                           | 461     |
| أنشطة الخدمات الإدارية والدعم                               | 1,670   |
| الإدارة العامة والدفاع؛ الضمان الاجتماعي الإجباري           | 1,824   |
| تعليم                                                       | 1,236   |
| أنشطة صحة الإنسان والعمل الاجتماعي                          | 2062    |
| الفنون والترفيه والاستجمام                                  | 318     |
| أنشطة الخدمات الأخرى                                        | 396     |
| العمال الزراعيين الأفراد                                    | 753     |
| المجموع                                                     | 22187   |

## سياسة
نأتي للمقاعد التي فاز بها مجلس النواب في انتخابات عام 2020 المحلية:
- الحزب التقدمي الصربي (49)
- الحزب الاشتراكي الصربي (13)
- المتكلمون (4)
- فلاش بارتي بريدج (2)

## التعليم
- Požarevac Gymnasium (Požarevačka gimnazija)، مدرسة ثانوية إعدادية للكلية
- الكلية التقنية (Visoka tehnička škola strukovnih studija u Požarevcu) [10]
- مدرسة البوليتكنيك (Politehnička Škola Požarevac)، مدرسة ثانوية جامعية وإعدادية [11]

## الأشخاص المرتبطون بـ Požarevac
- فيليب سوسكيتش، خبير في السكك الحديدية ومرشح لمنصب رئيس الجغرافيين
- ميلينا بافلوفيتش باريلي، رسامة وشاعرة
- ديميتري، بطريرك الكنيسة الأرثوذكسية الصربية
- دراجانا ميركوفيتش، مغنية
- نوفيكا أوروسيفيتش، مغنية وملحن
- ساشا إليتش، لاعب كرة قدم
- فيليبور فاسوفيتش، لاعب كرة قدم ومدير
- ميليفوي زيفانوفيتش، ممثل سينمائي ومسرح
- باتا باسكالجيفيتش، ممثل مسرحي وسينمائي وتلفزيوني
- سلافيشا زونغول، لاعب كرة قدم
- Prvoslav Vujči ، كاتب
- Đorđe Jovanović ، نحات
- Petar Dobrnjac ، قائد الجيش
- ميلينكو ستويكوفيتش، قائد الجيش
- رادميلا مانوجلوفيتش، مغنية
- سلوبودان ميلوسيفيتش، سياسي
- ميليفوي ستويانوفيتش، قائد الجيش

## علاقات دولية

### المدن الشقيقة
حدودها:
| - Bitola, North Macedonia (since 1976) - Ioannina, Greece (since 1993) - Volokolamsk, Russia (since 2013) |

## معرض الصور

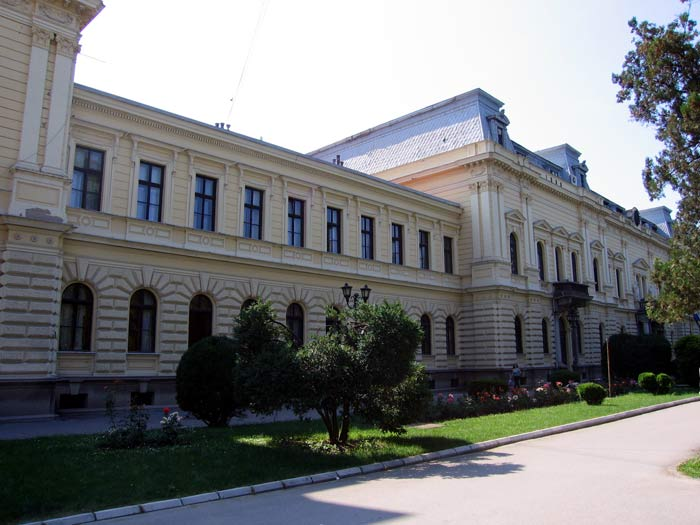
مجلس مدينة Požarevac
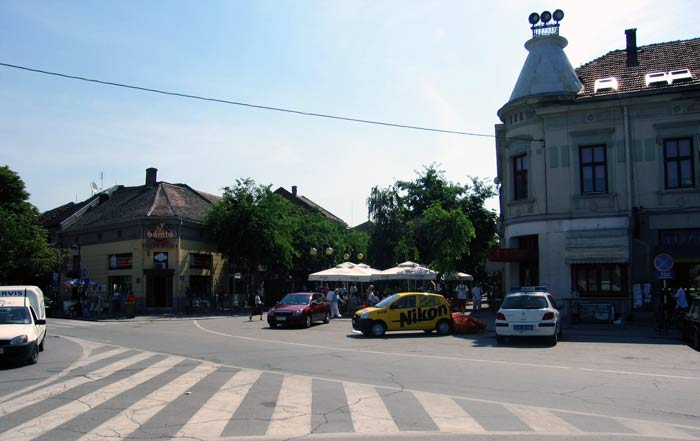
وسط البلد
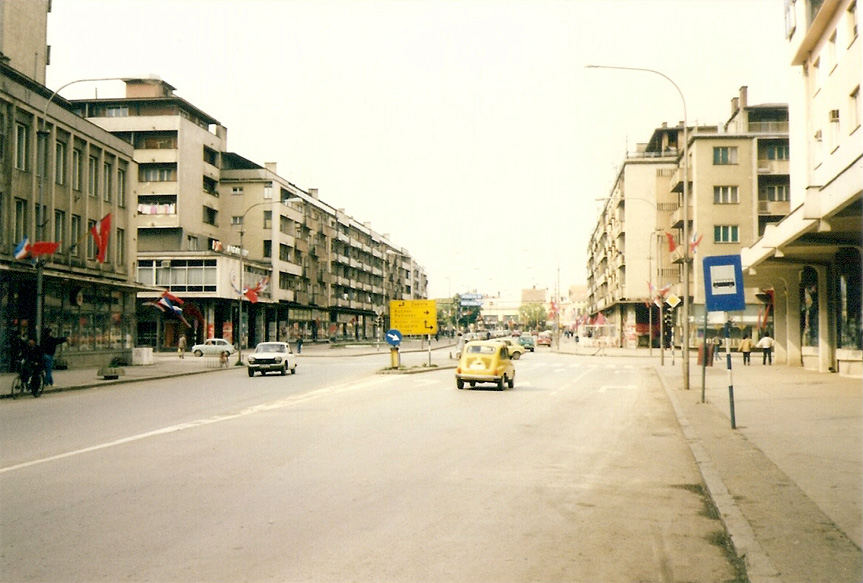
وسط المدينة (الثمانينيات)
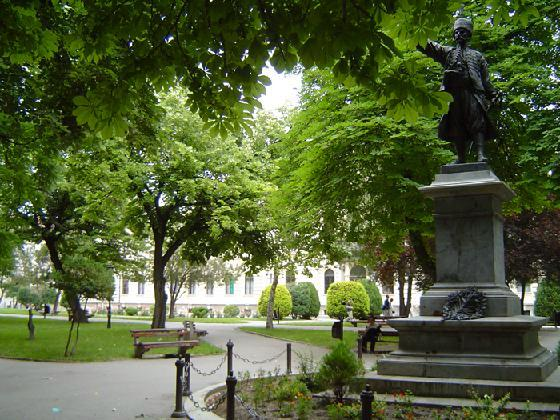
حديقة Požarevac
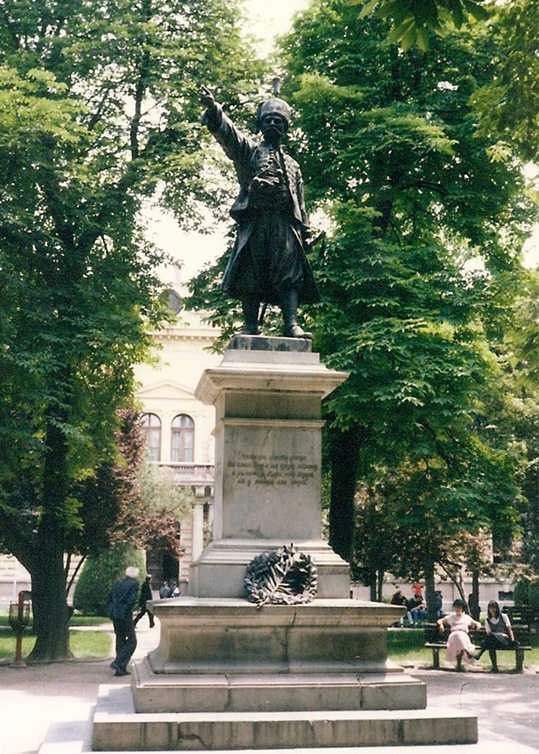
نصب ميلوش أوبرينوفيتش في حديقة المدينة
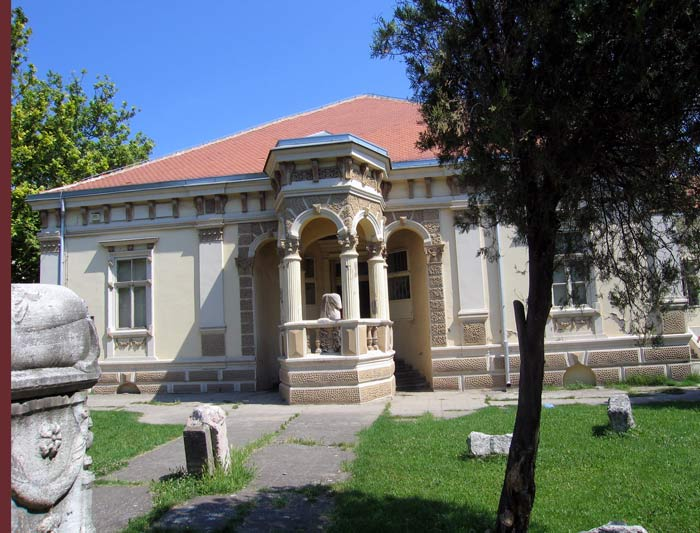
متحف التاريخ الإقليمي
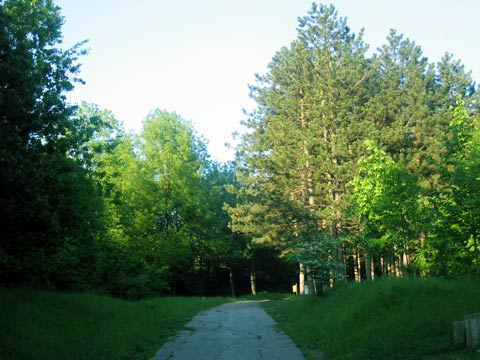
حديقة Čačalica التذكارية
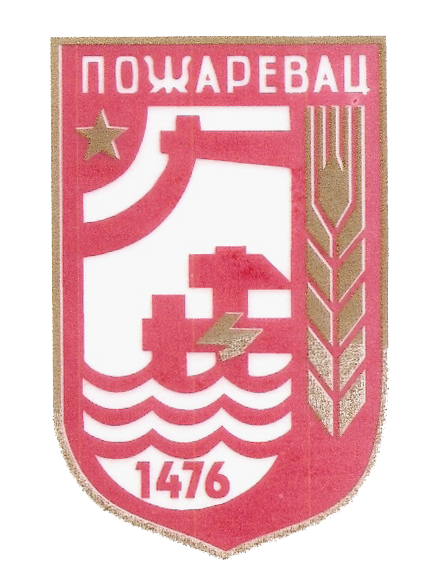
شعار النبالة القديم
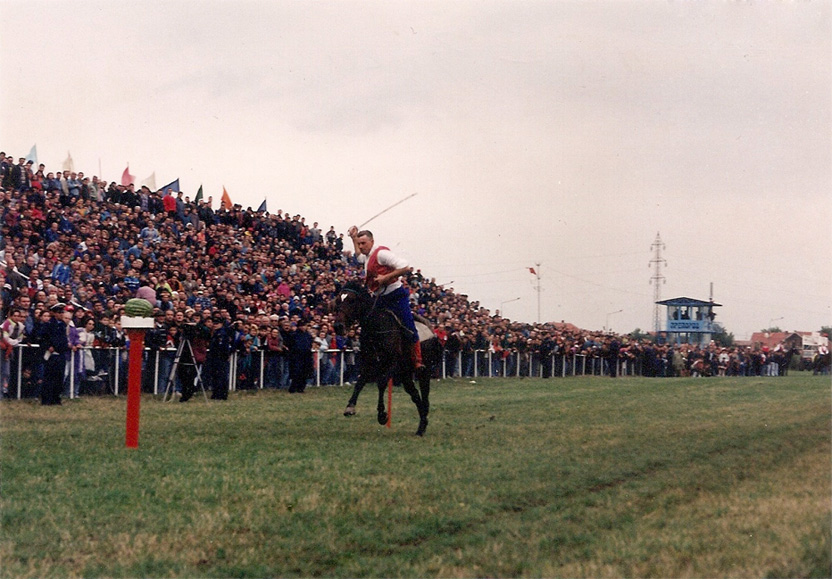
ألعاب Ljubičevo للفروسية  [لغات أخرى]‏
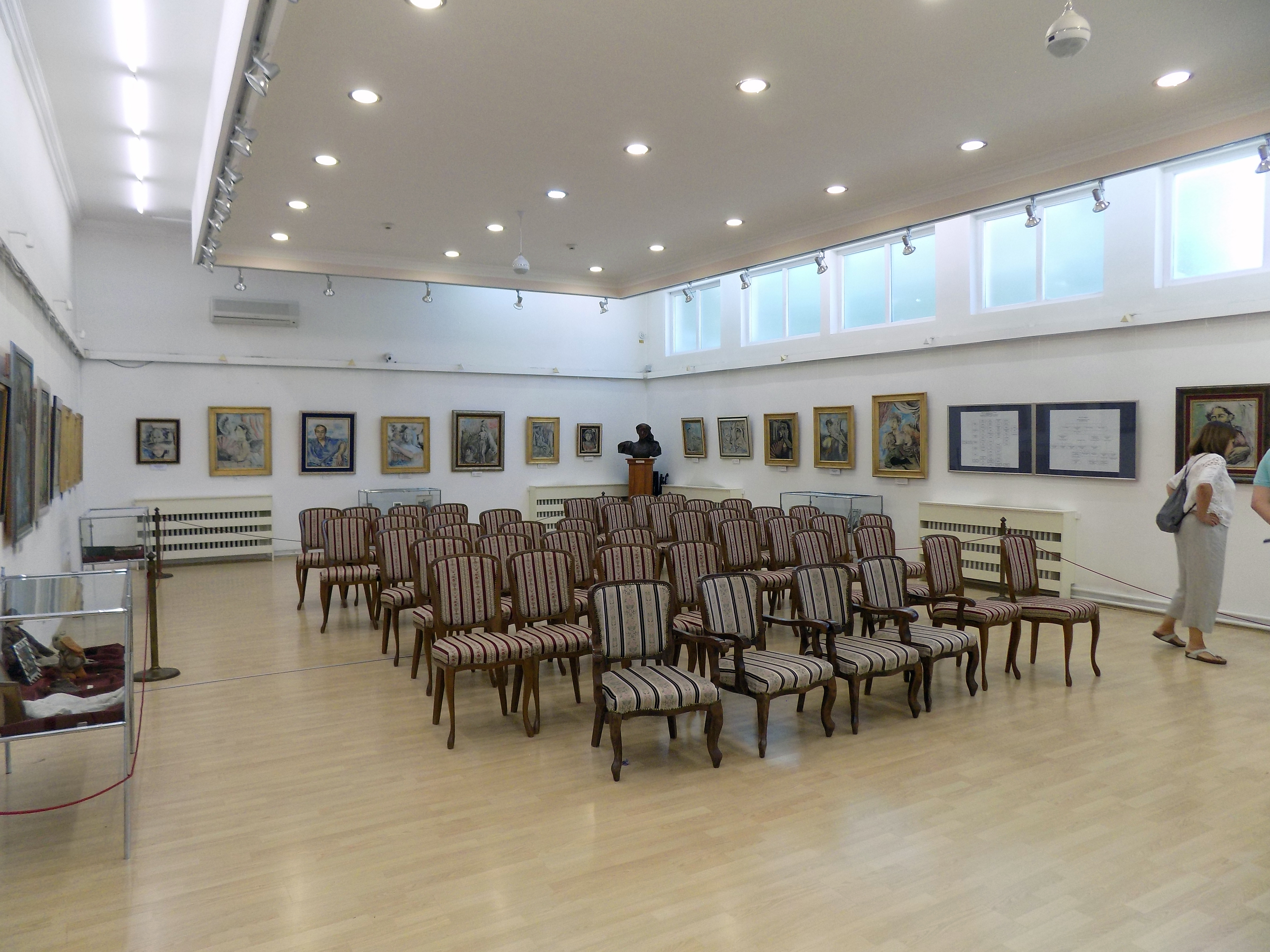
ميلينا بافلوفيتش باريلي  [لغات أخرى]‏ جاليري في منزلها في بوزاريفاتش